# Veľký Blh
Veľký Blh este o comună slovacă, aflată în districtul Rimavská Sobota din regiunea Banská Bystrica, pe malul râului Blh⁠(d). Localitatea se află la altitudinea de 198 m deasupra n.m., se întinde pe o suprafață de 33,01 km2 și în 2017 număra 1.178 de locuitori. Se învecinează cu Teplý Vrch, Padarovce, Dražice, Rimavská Sobota, Zacharovce, Uzovská Panica și Vyšné Valice.

## Istoric
Localitatea Veľký Blh este atestată documentar din 1331.

## Demografie
| An:                | 1994 | 2004   | 2014   | 2024   |
| ------------------ | ---- | ------ | ------ | ------ |
| Număr de persoane: | 1127 | 1147   | 1207   | 1144   |
| Diferență:         |      | +1,77% | +5,23% | −5,21% |

| An:                | 2023 | 2024   |
| ------------------ | ---- | ------ |
| Număr de persoane: | 1128 | 1144   |
| Diferență:         |      | +1,41% |